# لای گردو
لای گردو، روستایی از توابع لایزنگان، شهرستان داراب  در استان فارس ایران است.

## جمعیت
این روستا در دهستان لایزنگان قرار دارد و براساس سرشماری مرکز آمار ایران در سال ۱۳۹۵، خالی از سکنه دائم بوده‌است.